# 福岡教育大学附属小倉中学校
福岡教育大学附属小倉中学校（ふくおかきょういくだいがくふぞくこくらちゅうがっこう）は、北九州市小倉北区にある中学校。
国立大学法人福岡教育大学の附属の附属校として、教育研究と教育実習の場ともなっている。系列校に福岡教育大学附属小倉小学校がある。生徒数は360人あまり。40人のクラスが一学年に3クラスずつある。
以前は福岡教育大学教育学部附属小倉中学校と称したが、2004年度（平成16年度）に福岡教育大学の国立大学法人化に伴い、改称された。

## 沿革
- 1908年 - 創立の福岡県小倉師範学校官立移管により設置
- 1911年 - 福岡県小倉師範学校附属小学校を創立
- 1913年 - 小倉師範・附属小学校ともに新校舎に移転完了
- 1931年 - 福岡県教育会から小倉師範廃止の意見が出される。地元関係者ら、小倉師範擁護会を結成し、同窓会と廃止運動を展開する
- 1932年 - 廃止案終息
- 1947年 - 福岡第二師範学校附属中学校として発足
- 1949年 - 福岡学芸大学福岡第二師範小倉附属中学校と改称
- 1951年 - 福岡学芸大学附属小倉中学校と改称
- 1959年 - 鉱害のため小倉市北方新町へ校舎移転
- 1966年 - 福岡教育大学教育学部附属小倉中学校と改称
- 1970年 - 富野の新校舎へ移転
- 2004年 - 現校名に改称

## 制服
- 冬服
  - 男子：詰襟の学生服、長ズボン
  - 女子：長袖の白ブラウス、ジャンパースカート、上衣、ベルト
    - セーターやベスト、コートは希望者のみ着用
    - セーター、ベストについては華美でないものである限り、特に指定はない
- 夏服
  - 男子：白カッター、長ズボン
  - 女子：半袖の白のブラウス、ジャンパースカート - ベルト
    - 女子のベルトは七宝焼でできている。

## 教育活動

### 学びと成長をとめないプロジェクト （2020年）
「学びと成長を止めないプロジェクト」は、オンラインツールを活用した、臨時休校期間中の教育活動である。そのうちの一つである「子どもの学びをとめない取組」では、 主に生徒の学習面のケアを中心に以下の三項目に取り組んだ。 
- 各種アプリの特色を踏まえた多様な学びへの対応
  - Zoom（みんなで、同時に）
  - YouTube（いつでも、何度でも）
  - ロイロノート（先生と双方向で）
  - まなびポケット（ひとりでも）
- 対面授業とオンライン配信とのハイブリッド方式
  - 教室授業（1学級2分割:20人）と在宅オンラインZoom（40人）の同時進行で 授業を実施した。対面授業を行う教師1名、オンラインで授業に参加する生徒 を支援する教師1名がティームティーチングを行い、分散登校中においても、 生徒全員が同質の学びを継続することができた。学習評価についても、複数教 師が関わることで、対面授業時における適切な支援を実施した。
- 教師の在宅での支援の推奨
  - 教師は上記に係る打ち合わせ、教材作成、オンライン授業を在宅で実施した。

## 行事

### 体育大会（5月中旬）
学年を超えたA・B・C、赤・青・黄、のクラス縦割りによるパート対抗方式で実施。見せ場である主な競技は、「応援合戦」、女子「ダンス」、男子「集団演技」で、3年生のリーダーを中心に毎年オリジナルの演技を繰り広げている。
また、賞状には「総合優勝」、「一致団結賞」、「応援合戦優勝」、「ダンス優勝」、「集団演技優勝」があるが、これらを全て受賞するのを「五冠」という。

### 文化祭（11月初旬）
文化祭では、全体テーマの下、各学年が独自の発表を行っている。
主な内容としては、3年生は「演劇発表」、2年生は「研究発表」、1年生は「合唱発表」がある。2006年（平成18年）度から、どの学年もステージで発表を行っている。その他、教室で様々な展示等も行われ、「ザ・附中ステージ」「幕間ステージ」として、個人発表の場も設定している。また、保護者と共同の食品バザーや物品バザーも開かれる。

### 合唱祭（3月上旬）（2009年より12月上旬）
合唱祭は、2008年度から市内にある北九州芸術劇場大ホールを使用して行っている（2007年度までは北九州市立響ホールを使用していたが、客席数の不足などにより変更）。この合唱祭では、全体テーマの下、生徒一人ひとりが日ごろの合唱練習の成果を披露している。
また、2009年より開催が12月上旬に変更された。
主な内容としては、まずクラスごとに学級で作詞・作曲をした「学級歌」と「学級自由曲」を歌う。
つぎに学年ごとに自由曲を2曲歌い、学年合唱・全校合奏・全校合唱と続く。全校合奏では「五拍子の舞曲」を手拍子で演奏する。また、全校合唱では伝統の「ハレルヤ」、「大地讃頌」の他、2年続けて「ふるさと」を歌っている。
花は咲くを最後にホール全体で歌うのが伝統になりつつある。

### 附中FES（2020年のみ）
附中FESは、新型コロナウイルスの感染拡大に伴い、中止になった三大行事に代わるものとして、附属小倉中学校の生徒会や職員が考え、開催されたものである。
主な内容としては、「附中クイズ王」や「大喜利」、「e-sports」などがある。また、体育大会における「ダンス」の要素や文化祭における「幕間ステージ」の要素も入っている。

### 附中祭（2021年のみ）
附中祭は、体育祭以外の中止になった三大行事に変わるものとして、合唱祭と同じ北九州芸術劇場大ホールを使用して行われた。内容は、学級で作成されたムービー発表、学級、学年合唱、吹奏楽部合奏、また途中に附中ステージも設定され、歌やダンス、お笑いなどが発表された。

## 部活動
ディベート同好会（1996年度 - 2017年度）の活動が特に活発である。全国中学・高校ディベート選手権（ディベート甲子園）の全国大会への20回連続出場、通算21回出場という実績は全国の中学校においては全国でこの学校のみであり、九州地区を代表する強豪校である。また、2011年度も2010年に続いて九州地区優勝を収め、4年連続でベストディベーターを輩出。また、2015年には九州大会準優勝を果たしたが、2016年の大会では全国大会出場ならず。2017年の大会では4位となり、2年ぶり21回目の全国大会出場となった。しかし、2015年度入学生（2017年度卒業生）以降の生徒へこのディベート同好会への新規入会の募集はなされなかった為、事実上の廃部となった。
陸上競技部は、2004年には男子棒高跳び、2006年には男子3000m・4種競技・砲丸投げ、2007年には女子走高跳、2008年には男子3000mなど、近年全国大会出場者が出ている。2009年の九州大会では低学年4×100mRでは8位入賞を成し遂げた。また同大会の棒高跳びでも9位と健闘した。
吹奏楽部は1998年に国立大学附属中学校として全国で初めて全国大会に出場し、銀賞を獲得した。また、2014年現在、他の国立大学附属中学校の出場記録はなく、唯一の例となっている。
また、2021年には全日本アンサンブルコンテンストの全国大会にも出場している。

## 著名な出身者
- 清水健太郎 - 俳優、歌手
- 自見庄三郎 - 元参議院議員・衆議院議員、郵政大臣、国民新党代表、医師
- 白川方明 - 第30代日本銀行総裁、経済学者
- 津森洋介 - 国土交通官僚
- トコ - ローカルタレント、コラムニスト
- 弘友和夫 - 元参議院議員・衆議院議員
- 細川隆司 - 大学教授、歯科医師
- 三原朝彦 - 衆議院議員
- 森田順平 - 俳優、声優

## アクセス
- タクシー - JR小倉駅より約10分
- 西鉄バス北九州 - 『小倉駅入口』バス停より約15分 92番「大谷池」行 93番「霧丘、湯川新町、サンリブシティ小倉」行 急行「恒見」行 170番、175番「田野浦」行→『営団入口』または『附属小学校前』下車